# Kate Otten
Kinda Maree Otten, thường được gọi là Kate Otten, (sinh ngày 28 tháng 3 năm 1964, Durban) là một nữ kiến trúc sư người Nam Phi, người đã giành được nhiều giải thưởng cho các công trình mang tính truyền thống Nam Phi của mình.

## Tiểu sử
Sinh ra ở Durban, Kate Otten theo học tại trường Roedean ở Johannesburg, trúng tuyển vào năm 1981. Sau đó, bà học kiến trúc tại Đại học Witwatersrand, tốt nghiệp năm 1987. Sau khi làm việc cho một số thực tiễn khác, Otten đã thành lập công ty riêng của mình vào năm 1989 tại Johannesburg, chỉ sau một năm tốt nghiệp. Bà đã thiết kế các thư viện cộng đồng, sự phát triển bờ sông tại Tzaneen, một trung tâm trị liệu nghệ thuật ở Soweto và không gian triển lãm bảo tàng tại Nhà tù nữ trước đây tại Const Hill Hill, nhận được sự khen ngợi của Viện Kiến trúc sư Nam Phi (SAIA). Kate đã giành được nhiều giải thưởng, bao gồm Giải thưởng SAIA của Merit House Staude năm 1998 cho Giải thưởng Kiến trúc và Thiết kế Sáng tạo Mbokodo năm 2013.

## Giải thưởng
Bài giảng tưởng niệm Sophia Grey, Giấy chứng nhận công nhận năm 2015.
Mbokodo Awards Architecture and Design Design, người chiến thắng năm 2013.
Giải thưởng kiến trúc và thành phố, Dubai 2009.
Nữ doanh nhân, đề cử vòng trong cùng của năm, 2002.
Trung tâm giải thưởng bò sát dự án SAIA, 1999.
Giải thưởng SAIA của Merit House Staude, 1998.